# Jani Sievinen
Jani Sievinen (n. 31 martie 1974, Vihti, Uusimaa Province⁠(d), Finlanda) este un înotător finlandez, medaliat olimpic. A participat la 4 ediții ale Jocurilor Olimpice (1992, 1996, 2000, 2004) în care a câștigat o medalie de argint.